# 榕亞屬

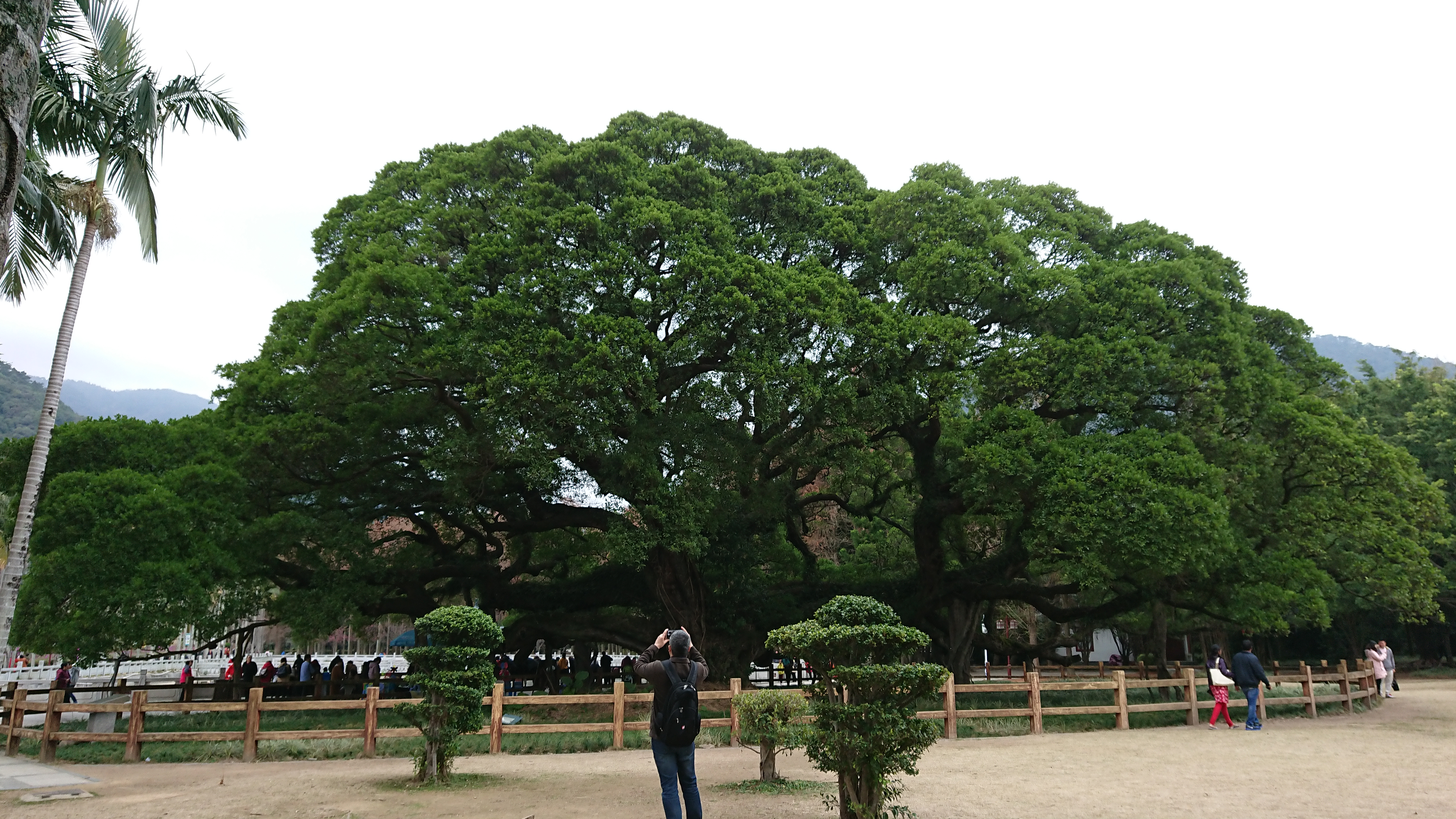
福州的榕树王

榕亞屬（学名：Ficus subg. Urostigma），是桑科榕属（無花果属）的亞屬之一，由於多為常綠喬木及細節分冶不易被人分辨，因此也統稱榕樹。分佈於中國、日本、台灣、印度、菲律賓、馬來西亞等亞熱帶、熱帶地區。
榕樹為常綠大喬木，氣根多數；葉互生，倒卵形或橢圓形，表面深綠色；隱花果，無柄單生或對生於葉腋，成熟時呈黄褐色、红褐色或黑紫色。
北宋治平元年（1064年），太守张伯玉移知福州，夏天酷热难耐，遂令编户浚沟七尺，種植榕樹，後來“绿荫满城，暑不张盖”，故福州又有“榕城”的美称。榕树也是福州市树、福建省树。全世界现有1000多种榕树，多集中在热带雨林地区，热带植物中最大的木本树种之一，常高达20米。由於耐污性好、易栽植，也是常見的行道樹。

## 榕樹的名字
榕樹在英語中為banyan，在西方這個名字多指來自印度及孟加拉等地的孟加拉榕（F. benghalensis）；但在中國及亞洲等地則多指細葉榕（F. microcarpa）。由於它們同屬榕亞屬，並且有相近的生活周期及氣根等特徵，因此榕樹現多作為桑科榕屬下榕亞屬的簡稱。

## 延伸阅读
[在维基数据编辑]

## 外部連結
- . 藥用植物圖像數據庫 (香港浸會大學中醫藥學院).   [2012-01-31]. （原始内容存档于2019-06-08） （中文（香港）及英语）.
- Urostigma on Figweb （页面存档备份，存于）